# 茂林国家風景区

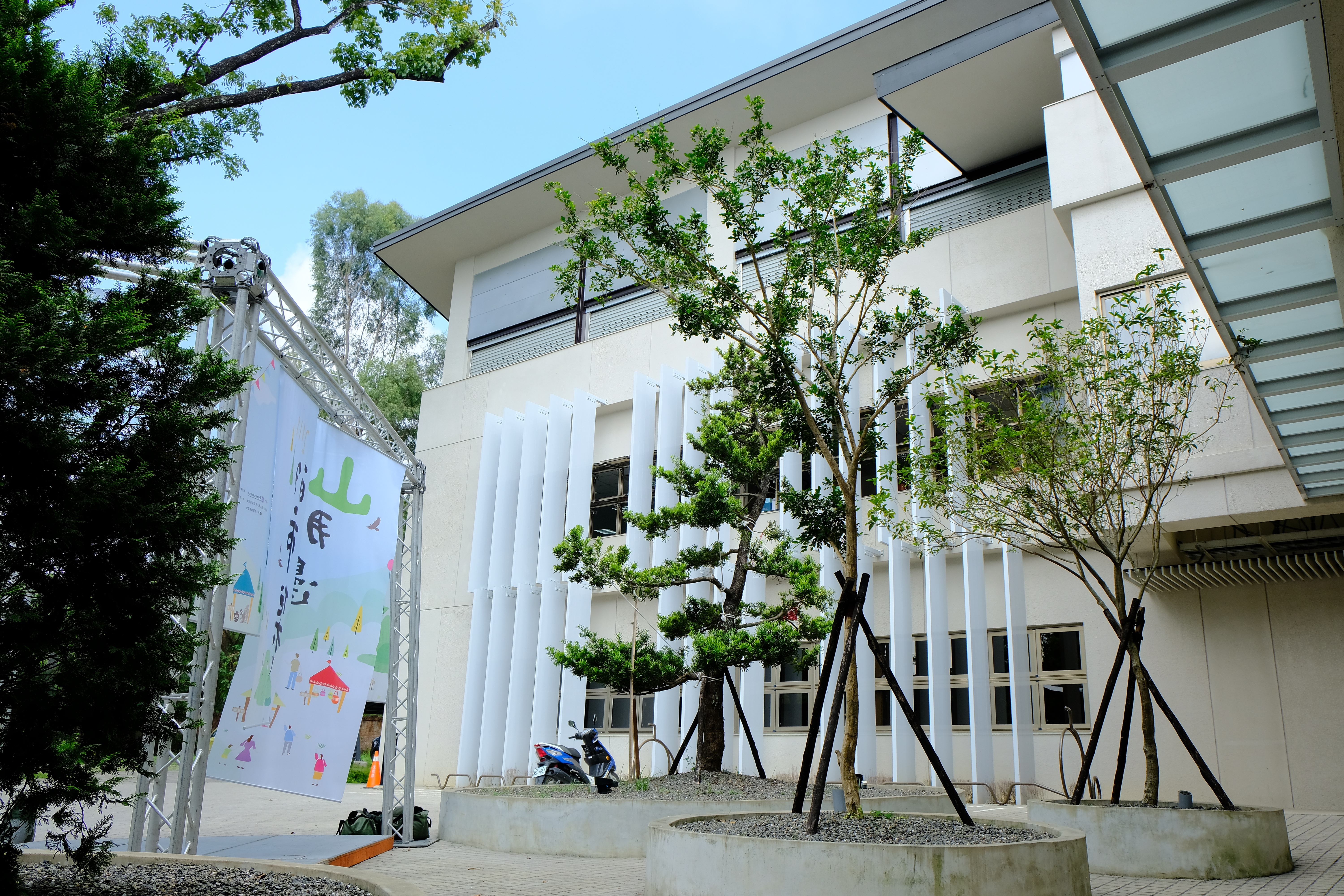
茂林國家風景區管理處新威遊客センター

茂林国家風景区（もりんこっかふうけいく、中国語: 茂林國家風景區）は、台湾の高雄市と屏東県にある国家風景区（国立公園相当）である。

## 地理
本風景区は中央山脈の西側に位置し、3つの河川が流れている。屏東県三地門郷、高雄市茂林区、六亀区の境界に跨っている。平均気温は24℃である。
高雄市六亀区は南台湾一の温泉を有し、温泉ホテル約40軒がある。

## 施設
この風景区内には、様々なホテルや宿泊施設がある。

## 季節による活動
季節により様々なイベントがある。

### 高山族式の結婚式（3月）
高山族の結婚式は茂林国家風景区管理処が主催するもので、屏東北部の瑪家郷、三地門郷、霧台郷のパイワン族、ルカイ族を中心とした原住民族の伝統的な結婚式と組み合わせた季節のイベントである。

### ルリマダラ属の蝶の観賞（11月～3月）
茂林国家風景区では毎年冬になると、何千・何万のルリマダラ属の蝶が海を渡ってやってきて、冬を越す。

## 参照項目
- 台湾の地理